# Йосіхіро Міцуюкі
Міцуюкі Йосіхіро (яп. 吉弘 充志, нар. 4 травня 1985, Кудамацу) — японський футболіст, що грав на позиції захисника.
Виступав, зокрема, за клуби «Санфречче Хіросіма» та «Консадолє Саппоро», а також молодіжну збірну Японії.

## Клубна кар'єра
Народився 4 травня 1985 року в місті Кудамацу. Вихованець футбольної команди Вищої школи Хіросіма Мінамі.
У дорослому футболі дебютував 2004 року виступами за команду клубу «Санфречче Хіросіма», в якій провів чотири сезони, взявши участь у 26 матчах чемпіонату. 
Своєю грою за цю команду привернув увагу представників тренерського штабу клубу «Консадолє Саппоро», до складу якого приєднався 2007 року. Відіграв за команду із Саппоро наступні п'ять сезонів своєї ігрової кар'єри.
Згодом з 2011 по 2015 рік грав у складі команд клубів «Ехіме», «Токіо Верді», «Матіда Зельвія», «Ренофа Ямагуті» та «МІО Бівако».
Завершив професійну ігрову кар'єру у нижчоліговому клубі «Маруясу Окадзакі», за команду якого виступав протягом 2016—2017 років.

## Виступи за збірну
Протягом 2004–2005 років залучався до складу молодіжної збірної Японії. У її складі був учасником молодіжного чемпіонату світу 2005 року.